# Tagana-an, Surigao del Norte
Tagana-an là một đô thị hạng 5 ở tỉnh Surigao del Norte, Philippines. Theo điều tra dân số năm 2000, đô thị này có dân số 12.844 người trong 2.545 hộ.

## Các đơn vị hành chính
Tagana-an được chia thành 14 barangay.
- Aurora (Pob.)
- Azucena (Pob.)
- Banban
- Cawilan
- Fabio
- Himamaug
- Laurel
- Lower Libas
- Opong
- Patino
- Sampaguita (Pob.)
- Talavera
- Union
- Upper Libas